# Dracoderes abei
Dracoderes abei is een soort in de taxonomische indeling van de stekelwormen.
De diersoort behoort tot het geslacht Dracoderes en behoort tot de familie Dracoderidae. De wetenschappelijke naam van de soort werd voor het eerst geldig gepubliceerd in 1990 door Higgins & Shirayama.